# Don-Tan
 (février 2025).
Don-Tan est un arrondissement du département du Zou au Bénin.

## Géographie
Don-Tan est une division administrative sous la juridiction de la commune d'Ouinhi,.

## Démographie
Selon le recensement de la population effectué par l'Institut National de la Statistique Bénin en 2013, Don-Tan compte 5 924 habitants pour une population masculine de 2883 contre 3041 femmes pour un ménage de 1116.